# Eritrocitne konstante
Eritrocitne konstante ili korpuskularne vrijednosti ili Wintrobove konstante su računskim načinom dobivene vrijednisti koje karakteriziraju eritrocite. 

## Podjela
- MCV ili prosječni volumen eritrocita (eng. mean corpuscular volume). MCV se izračunava dijeljenjem hematokrita (volumnog udjela eritrocita u 1 L krvi) s brojčanom koncentracijom eritrocita (broj eritrocita u 1 L krvi). Na taj se način izračuna prosječni volumen pojedinog eritrocita. Izražava se u femtolitrima (1 fL = 10 na -15 L). Referentne vrijednosti za MCV su 83 - 97 fL.

- MCH ili prosječna količina hemoglobina u pojedinom eritrocitu (eng. mean corpuscular hemogloibin). MCH se izračunava dijeljenjem koncentracije hemoglobina (količina hemoglobina u 1 L krvi) s brojčanom koncentracijom eritrocita. Na taj se način izračunava onaj dio hemoglobina koji se nalazi u pojedinom eritrocitu te se izražava u pikogramima (1pg = 10 na -12 g). Referentne vrijednosti za MCH su od 27,4 do 33,9 pg.

- MCHC ili koncentracija hemoglobina u 1 litri krvi (eng. mean cell hemoglobin concentration). MCHC se izračunava dijeljenjem koncentracije hemoglobina s hematokritom. Na taj se način izračuna kolika je koncentracija hemoglobina u 1 L eritrocita te se izražava u g/L (gram po litri). Referentne vrijednosti za MCHC su 320 - 345 g/L.

- RDW ili mjera varijabilnosti veličine eritrocita (eng. red cell distribution width). RDW ukazuje na postojanje jedne ili više populacija eritrocita što je karakteristika pojedinih hematoloških bolesti eritrocitne loze, a ujedno je i važan prognostički pokazatelj efikasnosti liječenja i ekvivalentan podatak o anizocitozi koja se može vidjeti u krvnom razmazu. Referentne vrijednosti za RDW su 11,5-16,5 %.

|  | Molimo pročitajte upozorenje o korištenju medicinskih informacija. Ne provodite liječenje bez savjetovanja s liječnikom! |